# Keijirō Ogawa
Keijirō Ogawa (jap. 小川 慶治朗; * 14. Juli 1992 in Toyonaka, Präfektur Osaka) ist ein japanischer Fußballspieler.

## Karriere
Keijirō Ogawa erlernte das Fußballspielen in der Jugendmannschaft von Vissel Kōbe. Der Club aus Kōbe spielte in der ersten Liga des Landes, der J1 League. Hier unterschrieb er 2011 auch seinen ersten Profivertrag. Nach der Saison musste er als Tabellensechzehnter in die zweite Liga absteigen. Im darauffolgenden Jahr gelang der direkte Wiederaufstieg als Vizemeister der J2 League. Von Juli 2018 bis Januar 2019 wurde er an den Ligakonkurrenten Shonan Bellmare nach Hiratsuka ausgeliehen. Mit Shonan gewann er den J. League Cup. Im Endspiel siegte man mit 1:0 gegen die Yokohama F. Marinos. Nach der Ausleihe kehrte er im Februar 2019 zu Vissel zurück. 2019 gewann er mit Vissel den Kaiserpokal. Im Endspiel siegte man gegen die Kashima Antlers mit 2:0. Anfang 2020 gewann er mit Vissel den Supercup. Gegen den japanischen Meister von 2019, den Yokohama F. Marinos, gewann man im Elfmeterschießen mit 6:5. Nach 202 Spielen für Vissel wechselte er im Januar 2021 zum Ligakonkurrenten Yokohama FC nach Yokohama. Mitte Oktober 2021 wechselte er auf Leihbasis zu den Western Sydney Wanderers nach Australien. Mit dem Verein aus Sydney spielte er in der ersten australischen Liga. Für die Wanderers stand er 26-mal in der ersten Liga auf dem Rasen. Ende Juni kehrte er nach Japan zurück. Der FC Seoul, ein Erstligist aus Südkorea, lieh in ab Mitte Juli 2022 für den Rest des Jahres aus. Für den Erstligisten bestritt er zwölf Ligaspiele. Nach der Ausleihe kehrte er Ende Dezember 2022 wieder nach Japan zurück. Am Ende der Saison 2023 musste er mit Yokohama als Tabellenletzter in die zweite Liga absteigen. Am Ende der Saison 2024 wurde er mit Yokohama Vizemeister und stieg in die erste Liga auf.

## Erfolge
Vissel Kōbe
- Japanischer Pokalsieger: 2019
- Japanischer Supercup-Sieger: 2020

Shonan Bellmare
- Japanischer Ligapokalsieger: 2018

Yokohama FC
- Japanischer Zweitligavizemeister: 2024  ▲